# Le Petit Bleu
Le Petit Bleu és un diari francès, fundat l'11 de setembre de 1914 per l'impressor d'Agen Paul Arjo, i propietat del Groupe La Dépêche, que apareix al departament d'Olt i Garona. Amb l'alliberament d'Agen, l'agost de 1944, la Resistència es va apoderar de Le Petit Bleu i el va rebatejar Quarante-Quatre, i el 1953 va tornar al seu nom original.